# 达尔罕·罗卜桑丹增日阿布杰
达尔罕·罗卜桑丹增日阿布杰（1945年—）俗名特古斯巴雅尔，汉名韩九龙，蒙古族，内蒙古科尔沁左翼中旗人，第五世达尔罕活佛。

## 生平
1945年生于哲里木盟温都尔王府。1946年，经西藏达赖印证，南京国民政府批准为转世灵童，达赖赐法号“罗卜桑丹增日阿布杰”。1952年，经雍和宫住持噶喇藏活佛主持了坐床仪式，在莫力庙（集宁寺）剃度、坐床、受喇嘛戒，随后学经。1956年，从雍和宫还俗，开始读书，1965年毕业于东北农牧学院。毕业后，被分配到呼伦贝尔盟新巴尔虎左旗北部工作。在四清运动、文化大革命中，被打成“反动活佛、阶级异己分子”。1966年11月28日，从新巴尔虎左旗乌力吉吐牧场被揪斗游街，关押入狱3年余。
1979年中共十一届三中全会后，获中共新巴尔虎左旗旗委落实政策，恢复名誉。此后，历任鄂温克旗站长、农牧办主任、书记，呼伦贝尔盟科技处副主任、呼伦贝尔盟地震办公室主任、呼伦贝尔市地震局局长、书记等职务。2002年离岗退休。